# A Centauri
A Centauri (A Cen) är en ensam stjärna i sydvästra delen av stjärnbilden Kentauren. Den har en skenbar magnitud på +4,62 och är synlig för blotta ögat där ljusföroreningar ej förekommer. Baserat på parallaxmätningar i Hipparcos-uppdraget på 7,7 mas beräknas den befinna sig på ca 430 ljusårs (131 parsek) avstånd från solen.

## Egenskaper
A Centauri är en blå till vit stjärna i huvudserien av spektralklass B9 V. Den har en massa som är ca 3,6 gånger solens massa, en radie som är 2,4 - 3,1 gånger större än solens och utsänder ca 300 gånger mera energi än solen från dess fotosfär vid en effektiv temperatur på ca 10 600 K.